# Parc animalier de Sainte-Croix
Koordinaten: 48° 46′ 18,8″ N, 6° 53′ 42,4″ O

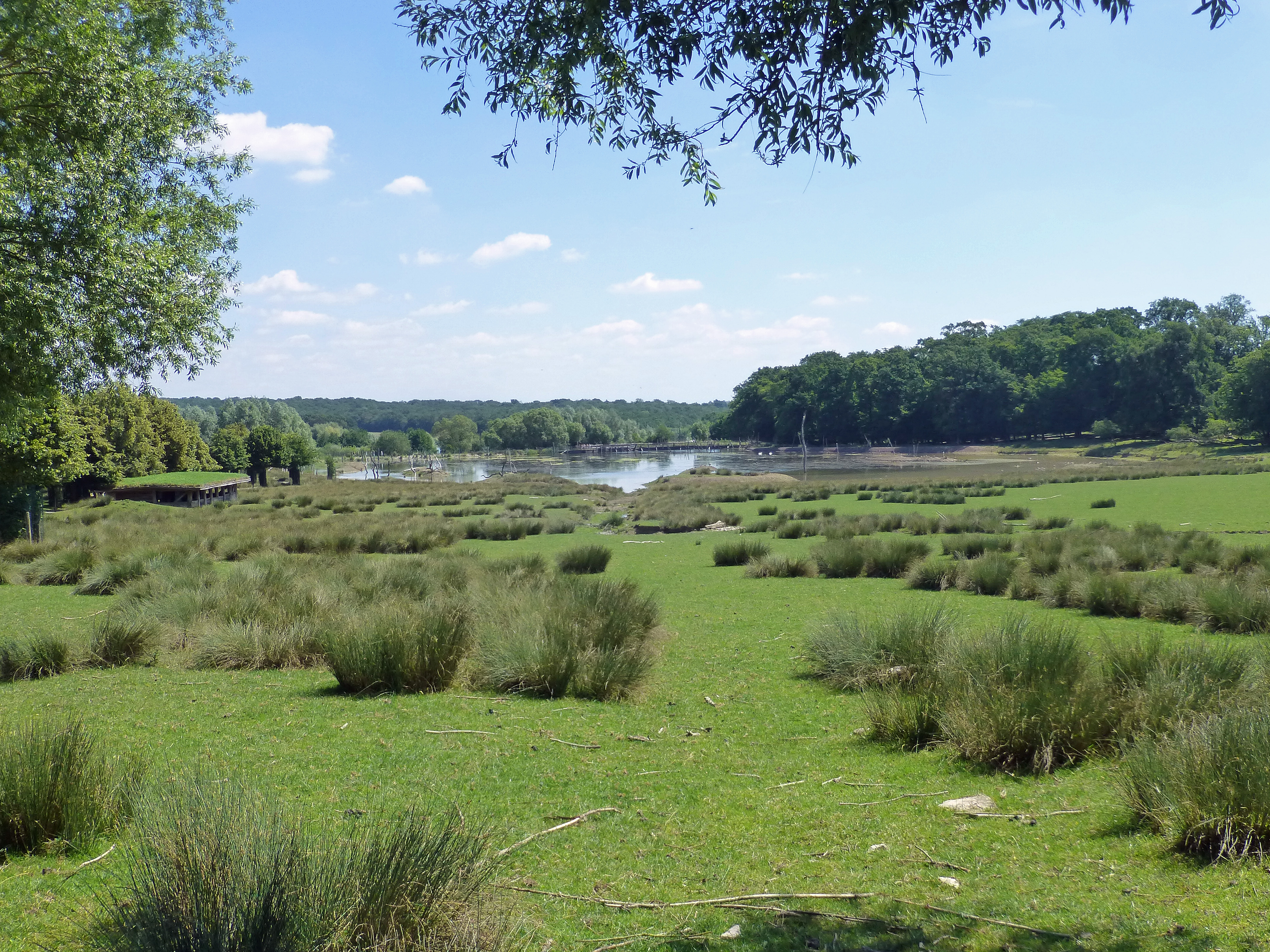
Panorama

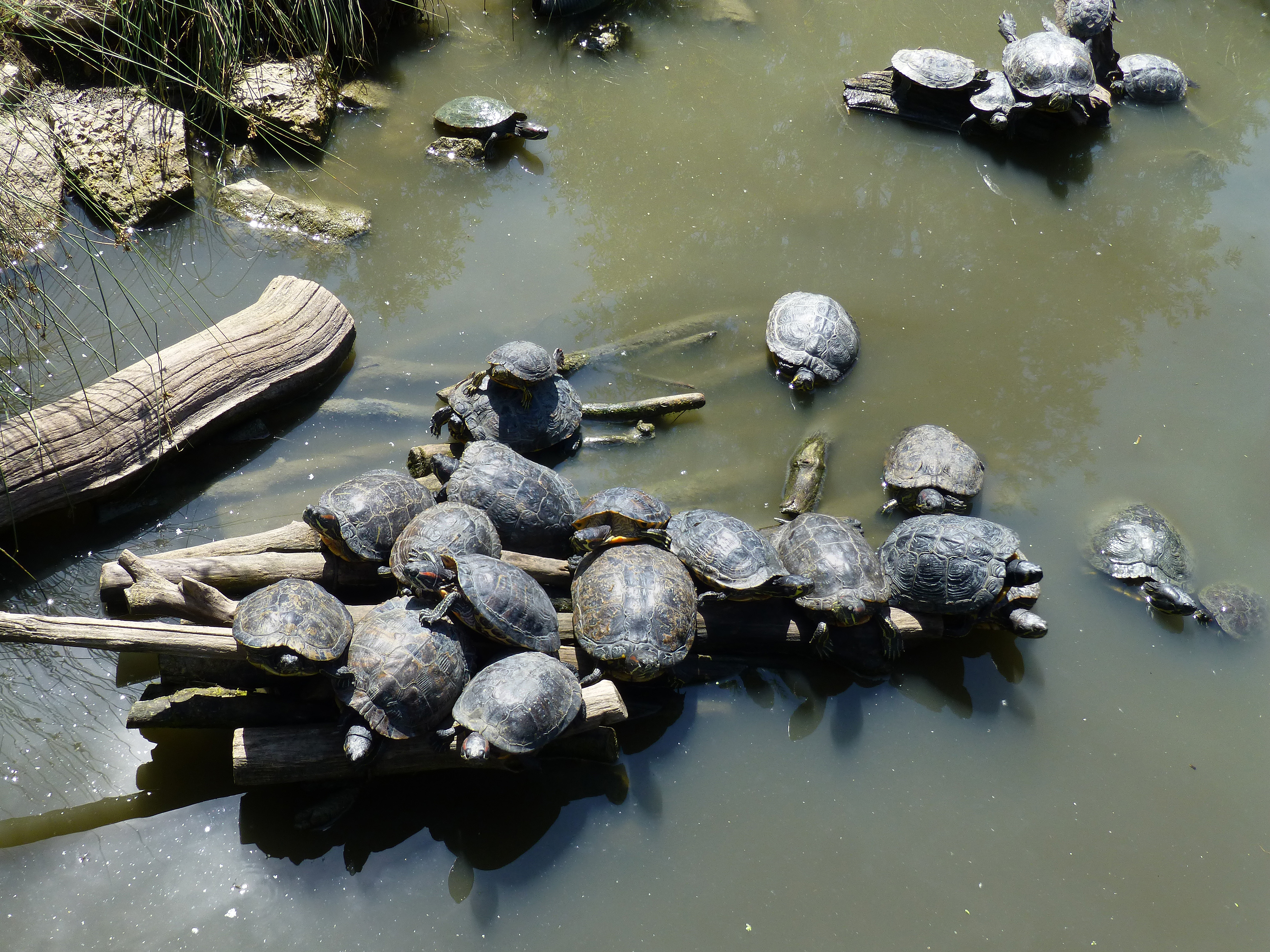
Europäische Sumpfschildkröten (Emys orbicularis) im Zuchtbecken

Der Parc animalier de Sainte-Croix ist ein parkartiger Zoo in der französischen Gemeinde Rhodes im Département Moselle in der Region Grand Est. Er ist bei der European Association of Zoos and Aquaria (EAZA) sowie der Association Française des Parcs Zoologiques (AFdPZ) akkreditiert und Mitglied der Organisation Syndicat national des espaces de loisirs, d’attractions et culturels. Die Besucherzahl des Tierparks beträgt rund 360.000 Personen im Jahr.

## Geschichte
Im Jahr 1967 erwarben Liliane und Gérald Singer die Domäne Sainte-Croix und betrieben dort zunächst Landwirtschaft. 1980 wandelten sie das Gelände in einen öffentlichen Park um. Die ersten eingesetzten Hirsche stammten aus dem Park des Schlosses Chambord. 
Als Folge der im Jahr 1999 auftretenden orkanartigen Stürme wurden im Park mehr als 300 Bäume entwurzelt. In der Nacht vom 15. auf den 16. August 2005 zerstörte ein Feuer das La maison de la nature, ein Holzgebäude, bestehend aus der Empfangslobby, mehreren Büros, einem Laden, den Archiven, den Toiletten und den Ausstellungsräumen. 2006 wurde mit dem Titel L'Arche de Néo eine Ausstellung über europäische Amphibien sowie ein großer Kinderspielplatz eröffnet. Im Jahr 2007 entstand nach zweijähriger Bauzeit ein neues Empfangsgebäude, das seit der Saison 2008 der Öffentlichkeit zur Verfügung steht.
2012 fanden einige Umgestaltungen im Park statt. So wurden ein Höhensteg, eine Beobachtungsbrücke sowie weitere Aussichtspunkte in Betrieb genommen. Zur Feier des 40-jährigen Bestehens des Tierparks traf 2020 ein Rudel schwarzer kanadischer Wölfe auf dem Gelände ein. In dem 40-jährigen Zeitraum wurden 3 Millionen Besucher im Park gezählt.

## Anlagenkonzept und Tierbestand
Im Parc animalier de Sainte-Croix wurden 2023 insgesamt 372 Bäume, 33.000 Sträucher sowie 35.000 Stauden und Gräser gezählt. Auf dem ca. 120 Hektar großen Gelände werden rund 1500 Tiere mit etwa 100 Arten gehalten. Überwiegend werden in Europa und in Nordamerika lebende Arten gezeigt. Darüber hinaus werden auch drei Lemurenarten sowie der Westliche Kleine Panda (Ailurus fulgens) gehalten. Das Parkgebiet ist in fünf Bereiche unterteilt, die Tiere des hohen Nordens, das Bärenland, Géralds Bauernhof, die Welt der Teiche und der Wald der Hirsche, in dem Beobachtungen der Tiere während der Brunft möglich sind. In getrennten Anlagen leben verschiedene Unterarten des Wolfes (Canis lupus), der eine besondere Stellung im Park einnimmt und auch im Logo des Parks erscheint.

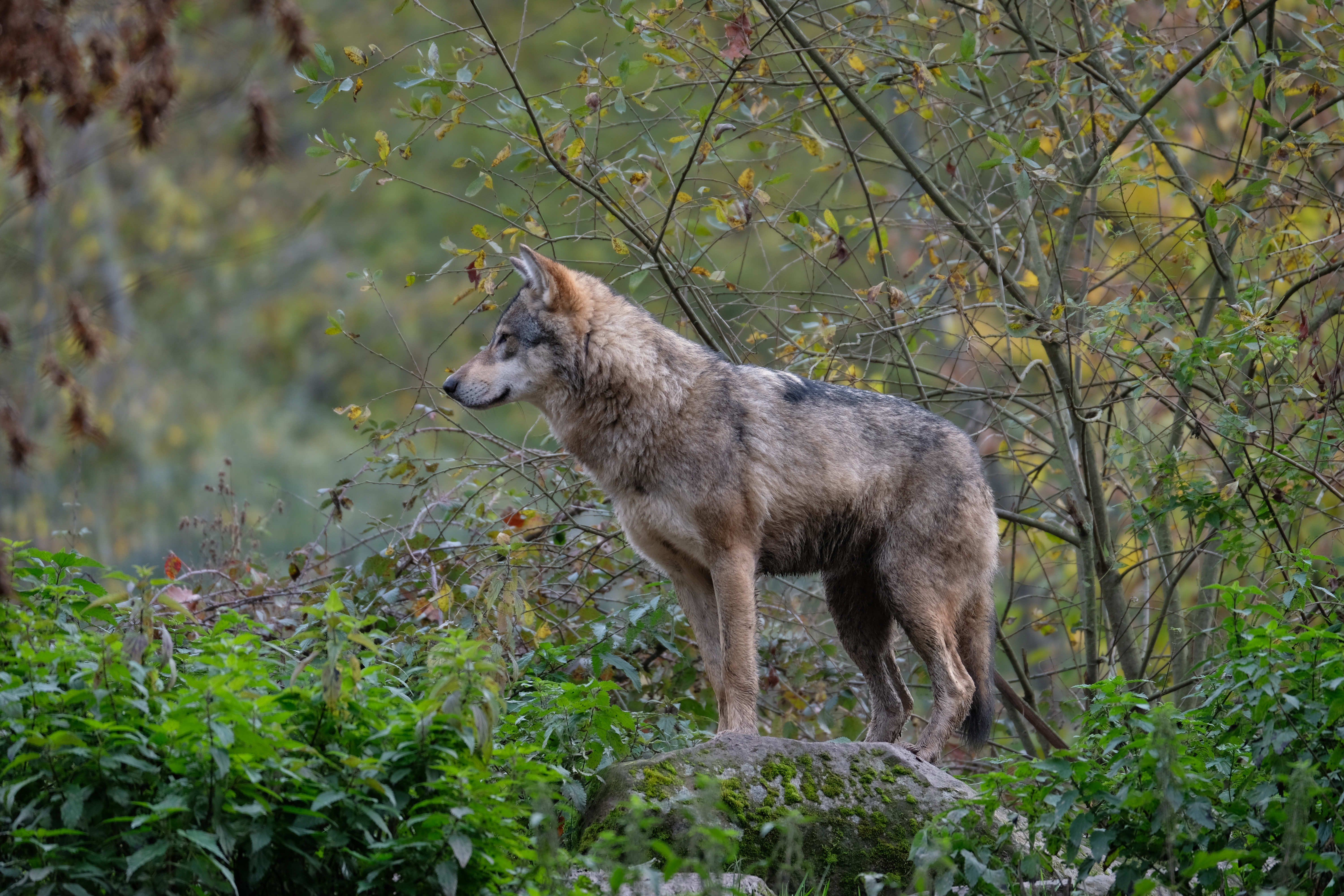
Eurasischer Wolf (Canis lupus lupus)
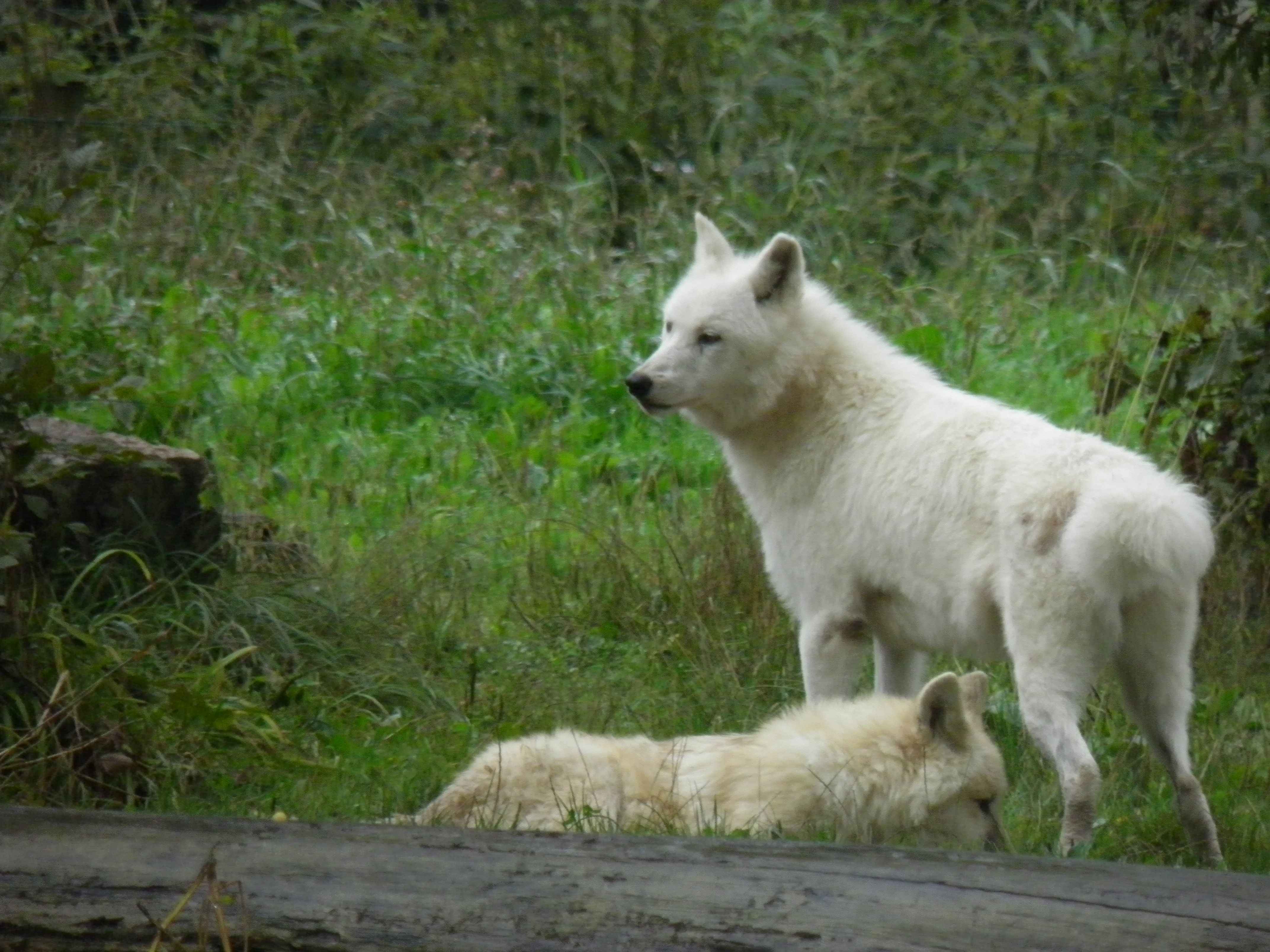
Polarwolf (Canis lupus arctos)
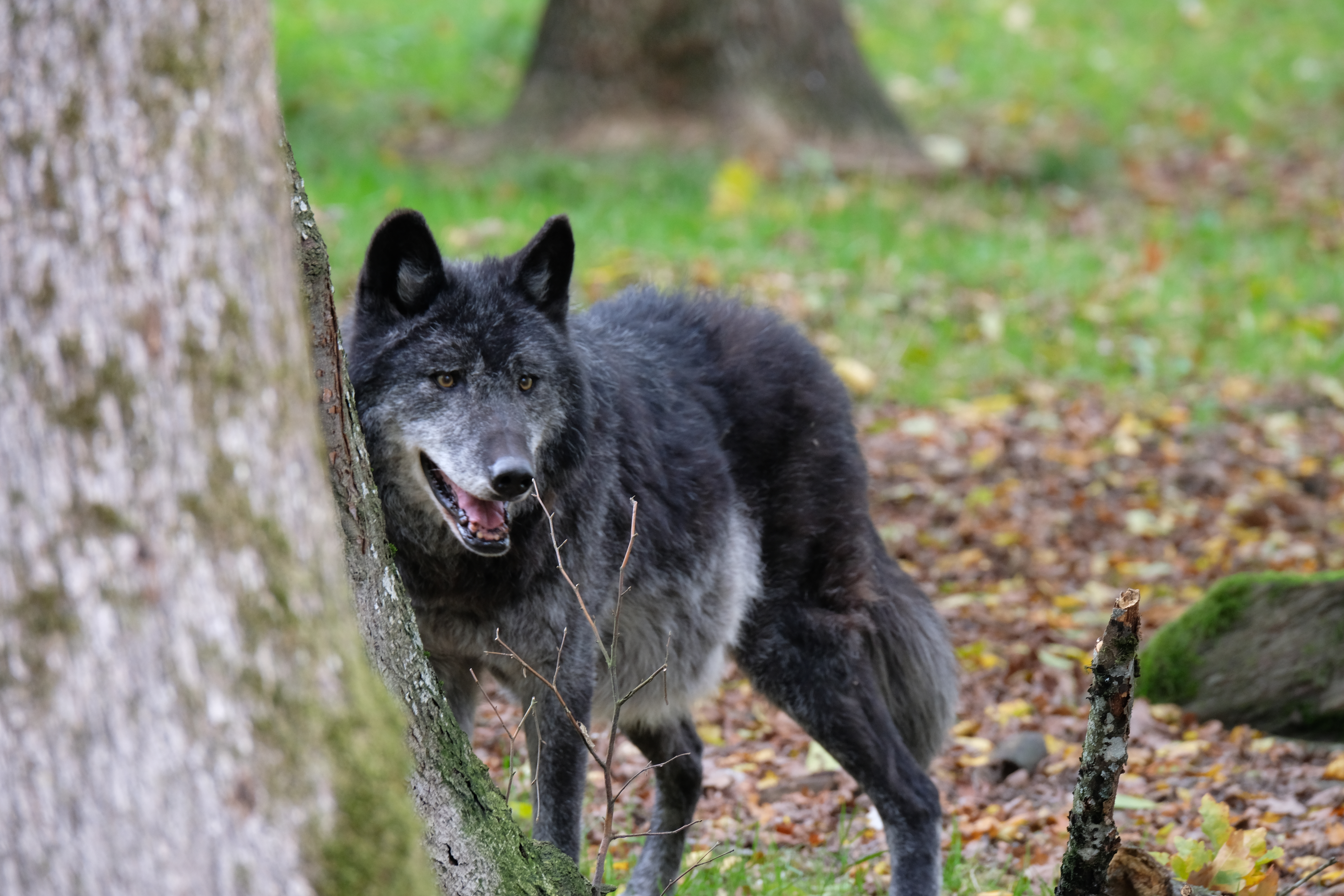
Mackenzie-Wolf (Canis lupus occidentalis)

## Arterhaltungs- und Schutzprogramme
Der Tierpark engagiert sich seit seiner Gründung durch die Teilnahme an zahlreichen europäischen Naturschutz-, Forschungs-, Zucht- und Wiederansiedlungsprogrammen für den Schutz gefährdeter Arten. Im Jahr 2016 gründete der Tierpark den Stiftungsfonds Sainte-Croix Biodiversité, um Maßnahmen zur Erhaltung von Arten in ihren natürlichen Lebensräumen auf lokaler und internationaler Ebene finanziell zu unterstützen. Eines der Projekte beschäftigt sich mit der Wiederansiedlung des Habichtskauzes (Strix uralensis) in Bayern. Die Jungtiere der beiden im Parc animalier de Sainte-Croix lebenden Habichtskauzpaare werden stets unter der Aufsicht des Tierpflegeteams von ihren Eltern gefüttert und großgezogen. Dies gewährleistet eine optimale Entwicklung der Vögel und ermöglicht in den meisten Fällen die Entlassung in die freie Wildbahn. Ein weiteres Projekt betrifft die Wiederansiedlung des Gänsegeiers (Gyps fulvus) auf dem Balkan.
Die Europäische Sumpfschildkröte (Emys orbicularis) ist in vielen Teilen Frankreichs und Deutschlands aufgrund der Zerstörung von Lebensräumen eine vom Aussterben bedrohte Art. Die Ausbreitung der Florida-Rotbauch-Schmuckschildkröte (Pseudemys nelsoni), die in Zoohandlungen häufig verkauft wird, stellt eine zusätzliche Bedrohung für die Sumpfschildkröte dar, da die Schildkrötenbesitzer zuweilen die exotischen Tiere in die Wildnis freiließen, wenn sie das Interesse an den Tieren verloren hatten, ohne die negativen Auswirkungen ihrer Handlung zu bedenken. Die größere Florida-Schildkröte konkurriert nicht nur um Nahrung mit der Europäischen Sumpfschildkröte, sondern auch um die besten Sonnenplätze, die ein wichtiger Faktor für das Überleben dieser wechselwarmen Arten ist. Um die Europäische Sumpfschildkröte zu schützen und die Ausbreitung der Florida-Schildkröte zu verhindern, hat der Parc animalier de Sainte-Croix seit 2005 ein Auffangbecken angelegt, das durch Spenden von Privatpersonen ermöglicht wurde. Dadurch konnten in 15 Jahren mehrere hundert Exemplare der invasiven Art aufgenommen und isoliert werden. In mehreren weiteren Zuchtbecken werden auf dem Parkgelände dagegen Europäische Sumpfschildkröten gezüchtet, deren Becken mit Netzen abgedeckt sind, um die jungen Schildkröten vor Vogelangriffen zu schützen.

## Sonderprogramme
Der Tierpark bietet eine Reihe von Seminaren an. Vom Kindergarten bis zum Gymnasium stellt der Parc animalier de Sainte-Croix die für den jeweiligen Altersbereich passenden  Programme zusammen und stellt dazu eine gut gestaltete Museologie sowie geeignete pädagogische Hilfsmittel zur Verfügung.
Nächtliche Safaris und geführte Touren auf Lehrpfaden werden durchgeführt. Es besteht auch die Möglichkeit, in der Nähe der Tiere zu übernachten.  Dazu stehen 52 Lodges im Tierpark zur Verfügung.

## Galerie
Die nachfolgende Bildauswahl zeigt einige Tiere aus dem Bestand des Parc animalier de Sainte-Croix:

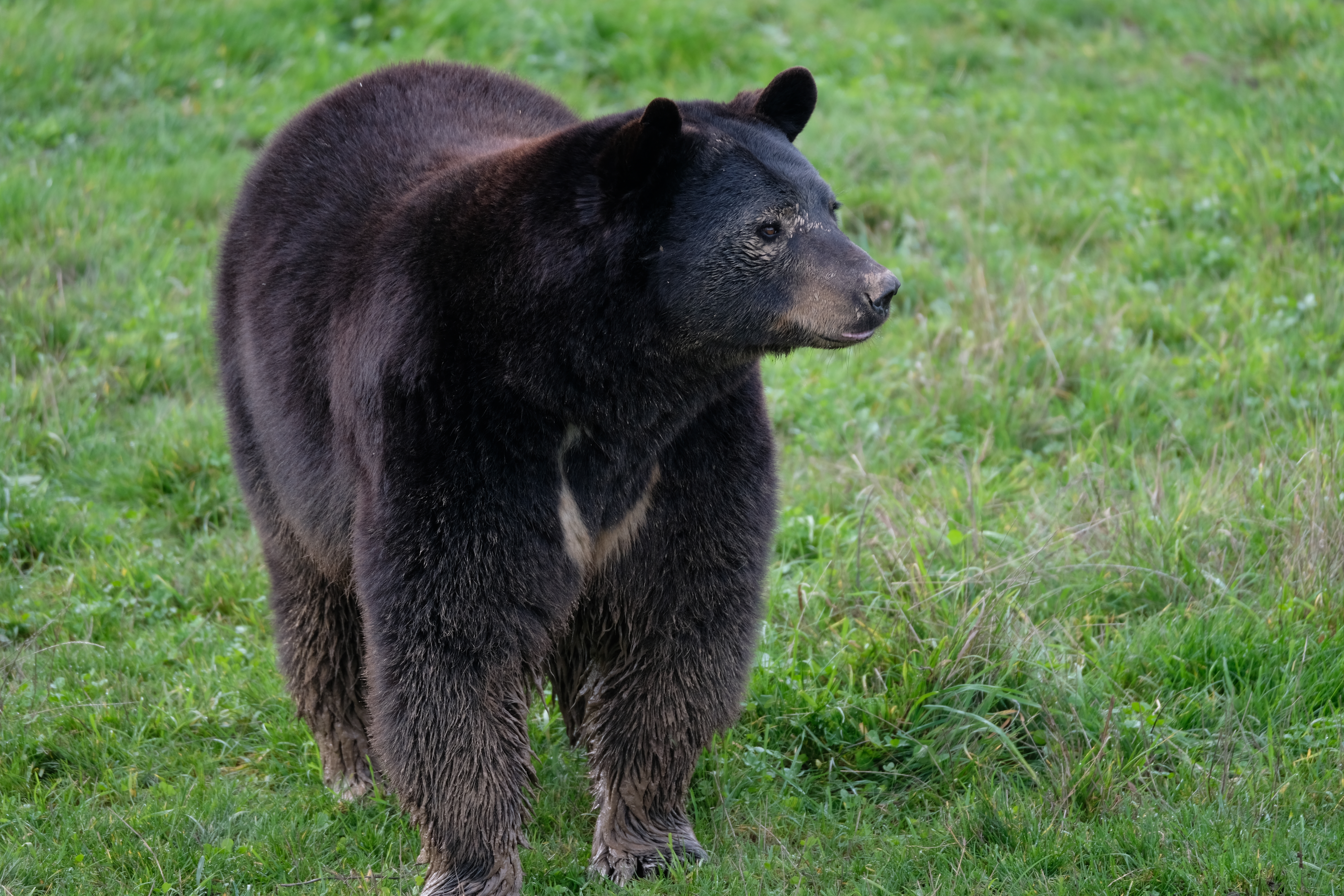
Amerikanischer Schwarzbär (Ursus americanus)
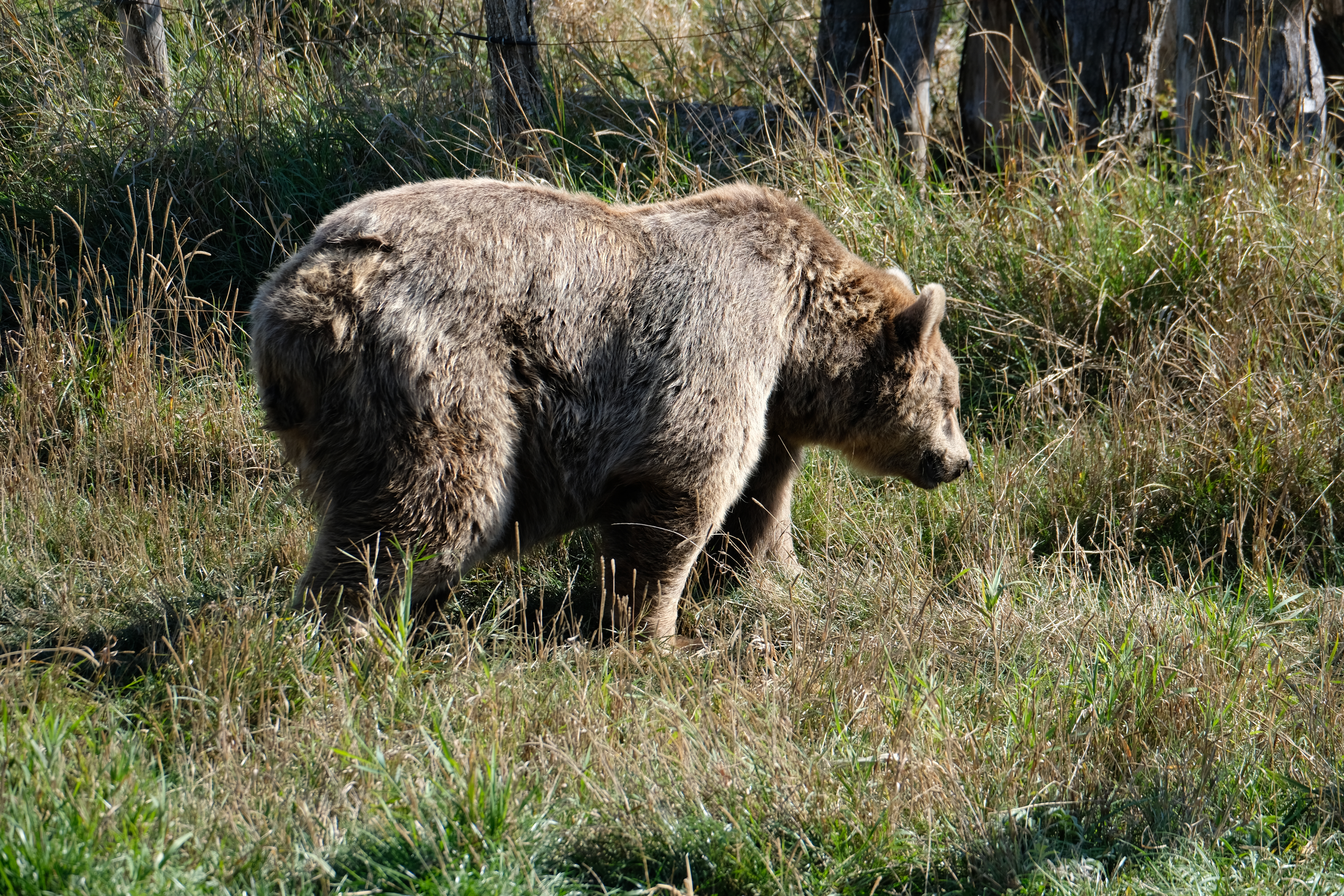
Europäischer Braunbär (Ursus arctos arctos)
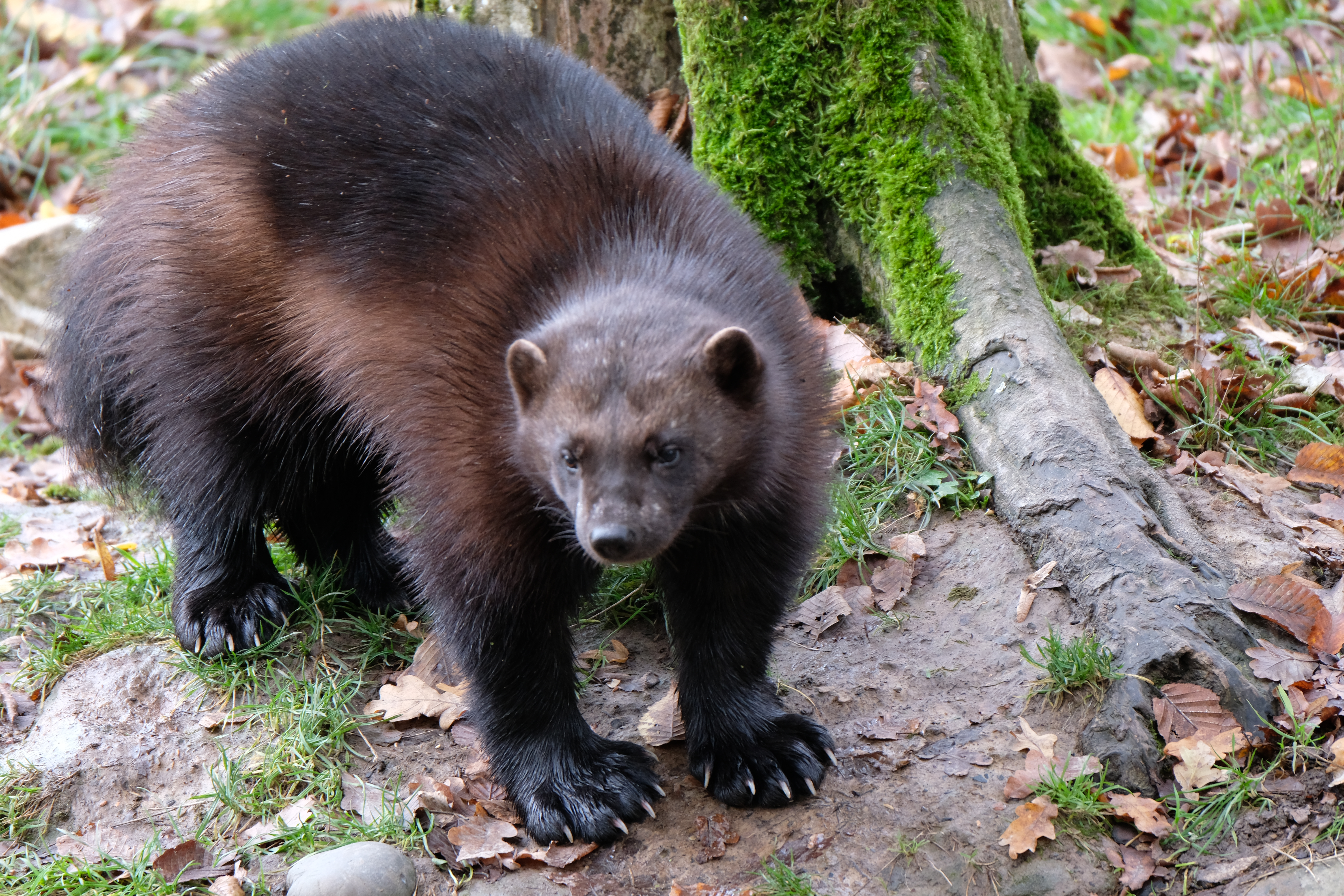
Vielfraß (Gulo gulo)
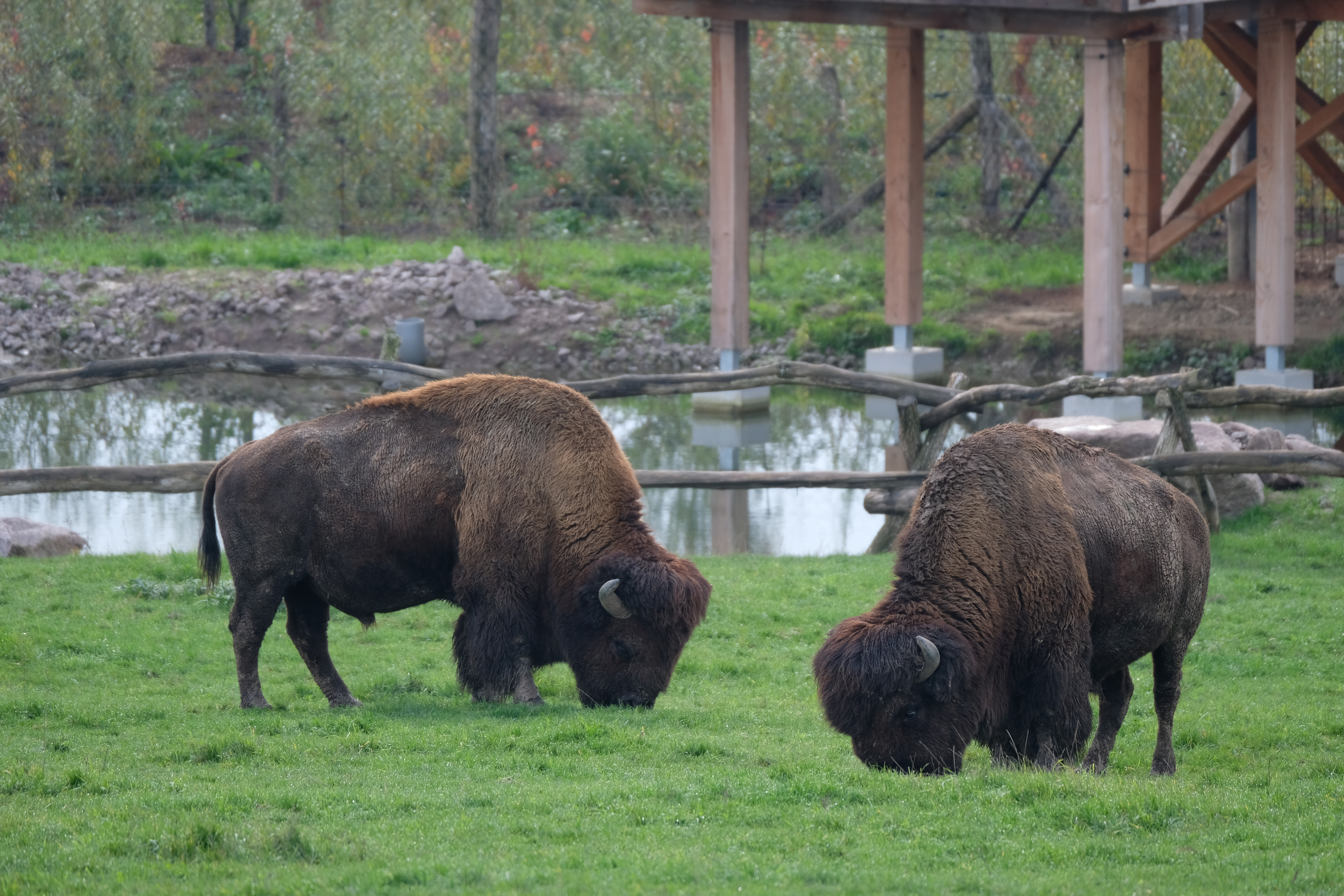
Amerikanischer Bison (Bos bison)
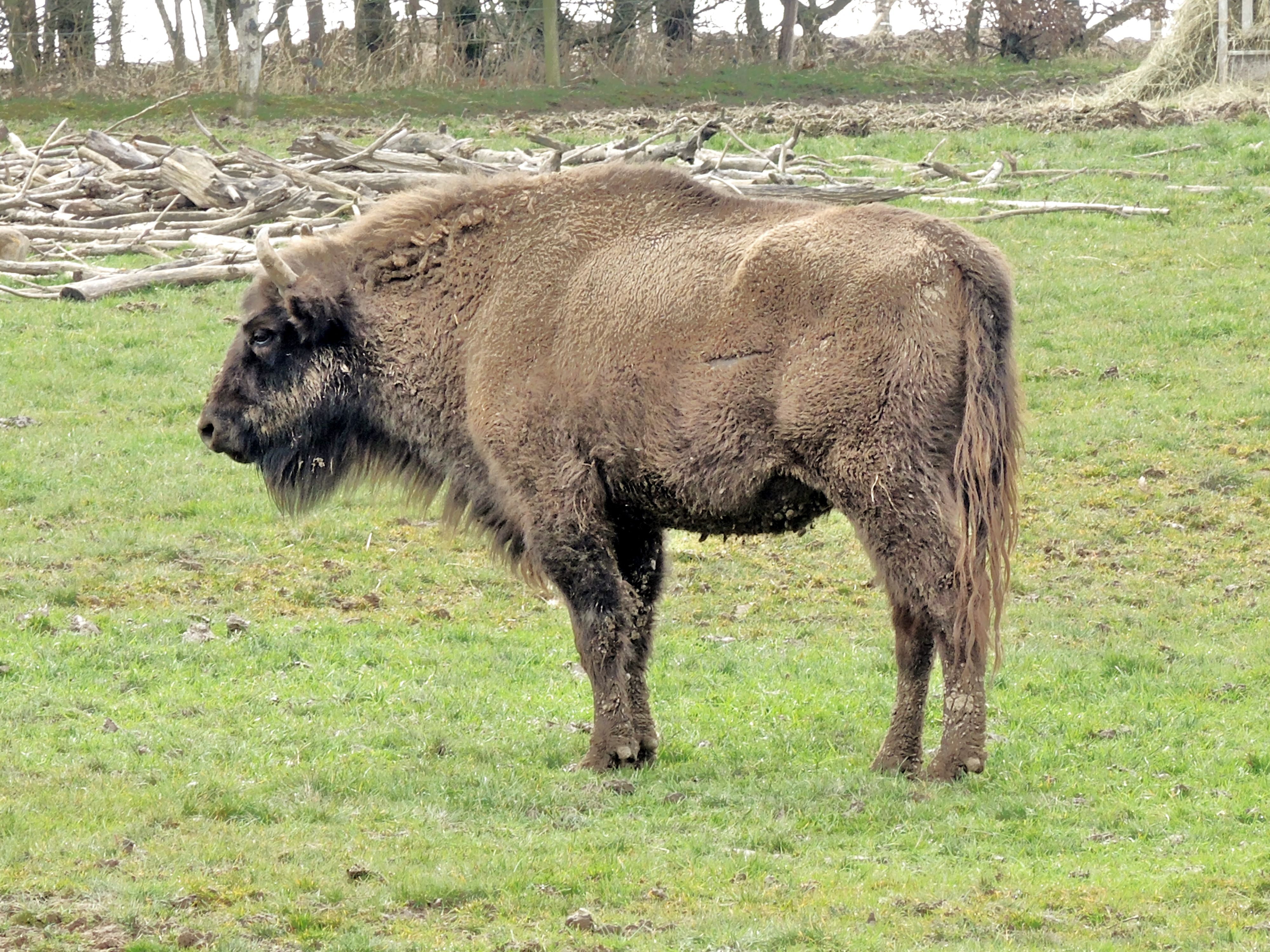
Wisent (Bos bonasus)
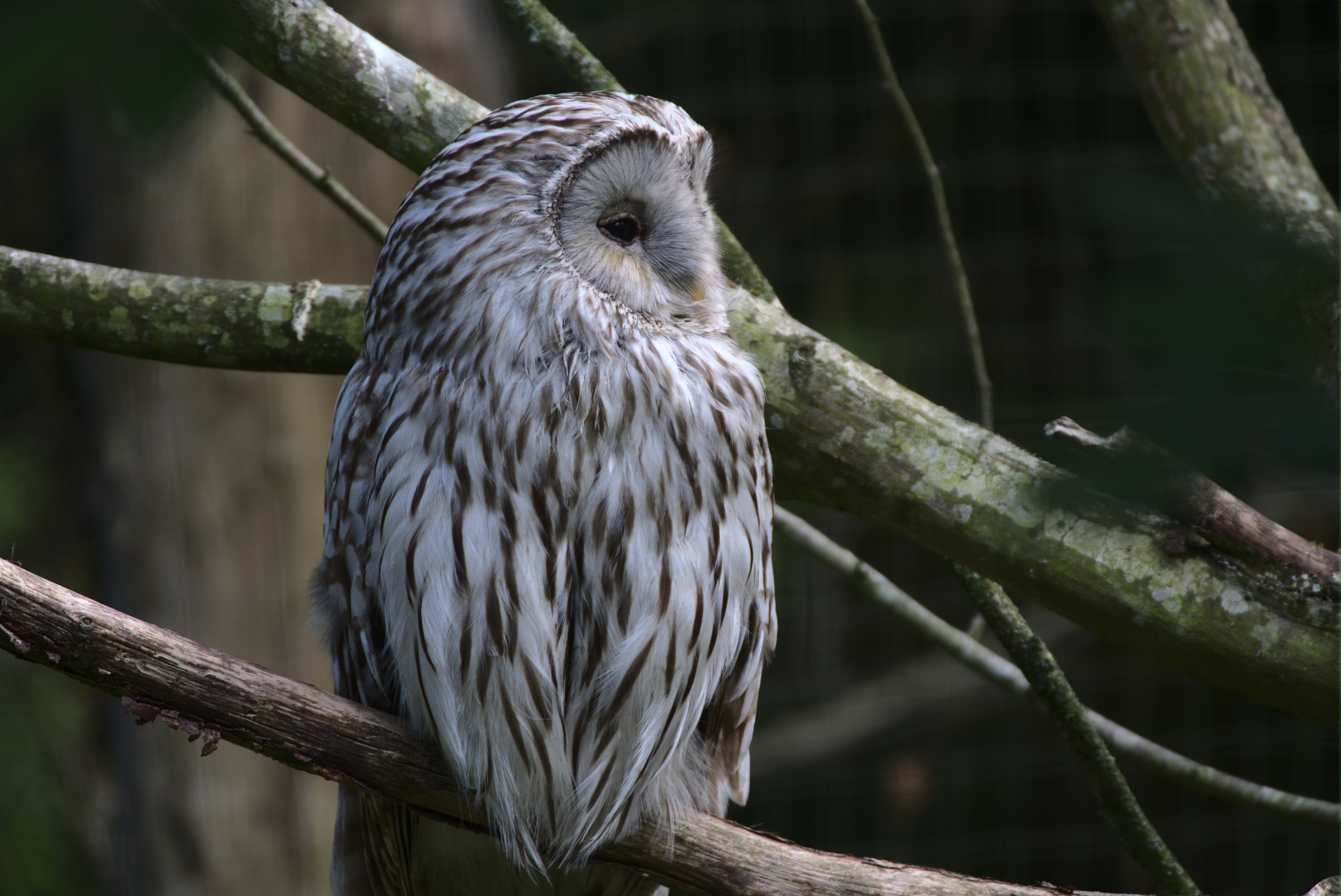
Habichtskauz (Strix uralensis)
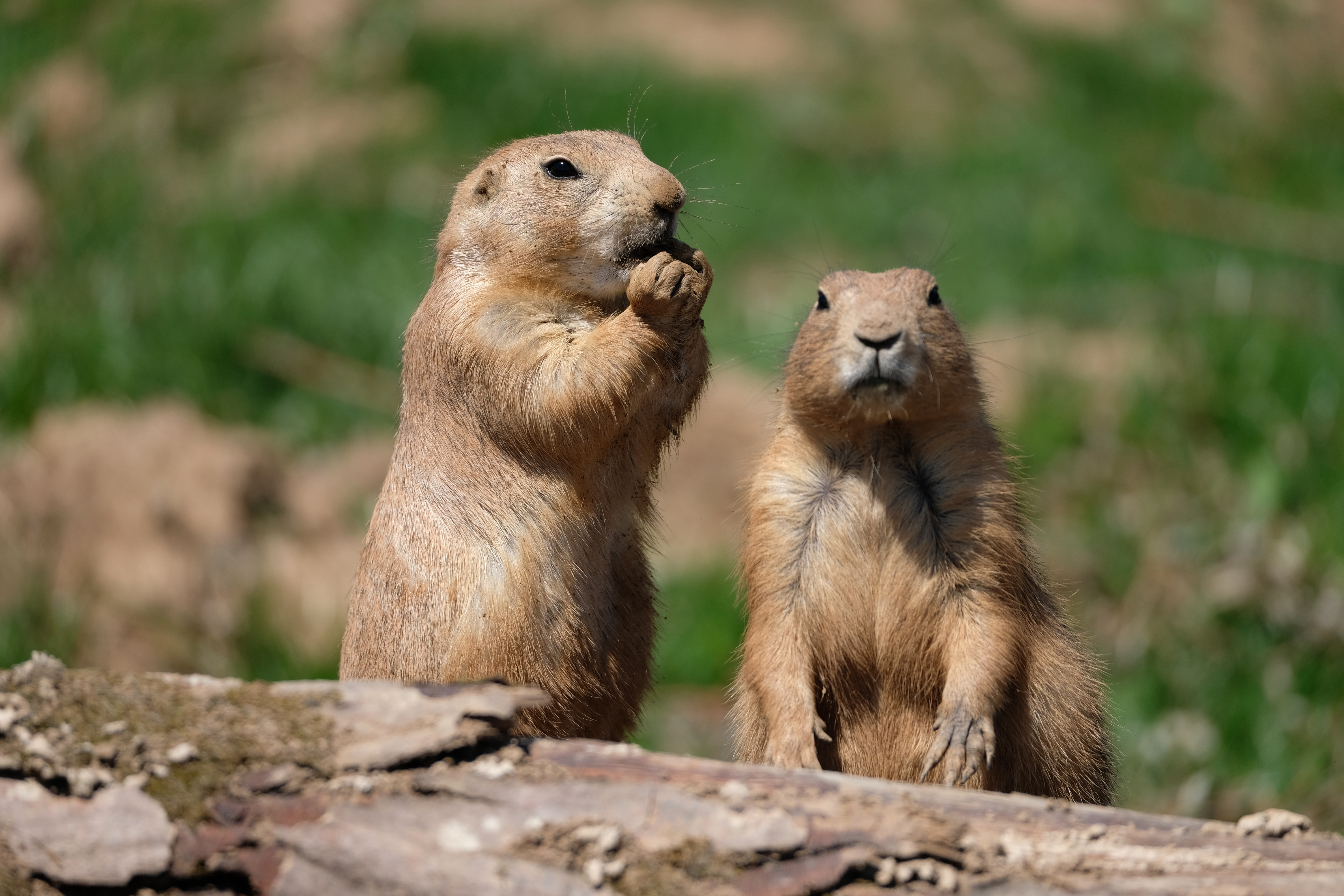
Schwarzschwanz-Präriehunde (Cynomys ludovicianus)
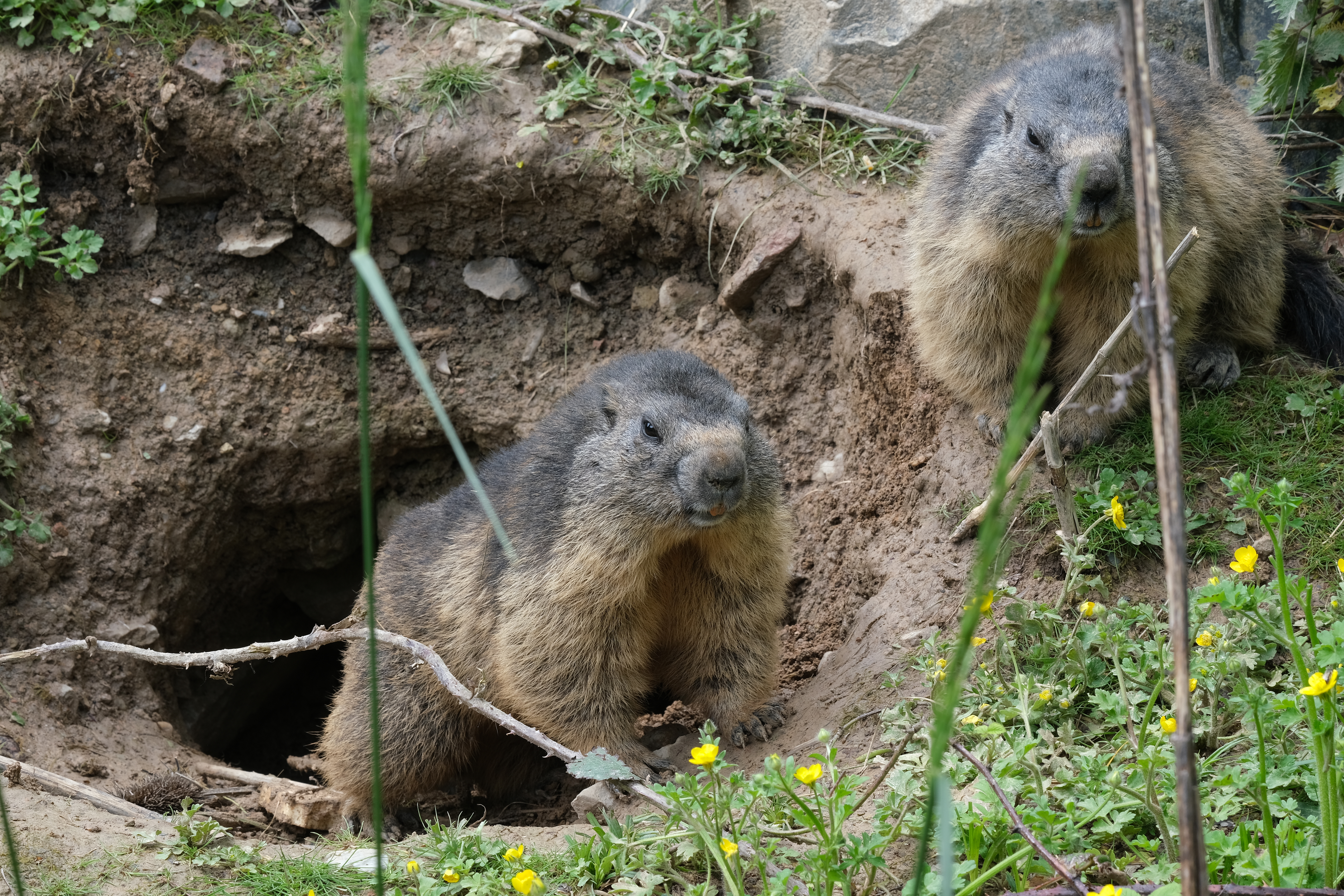
Alpenmurmeltiere (Marmota marmota)
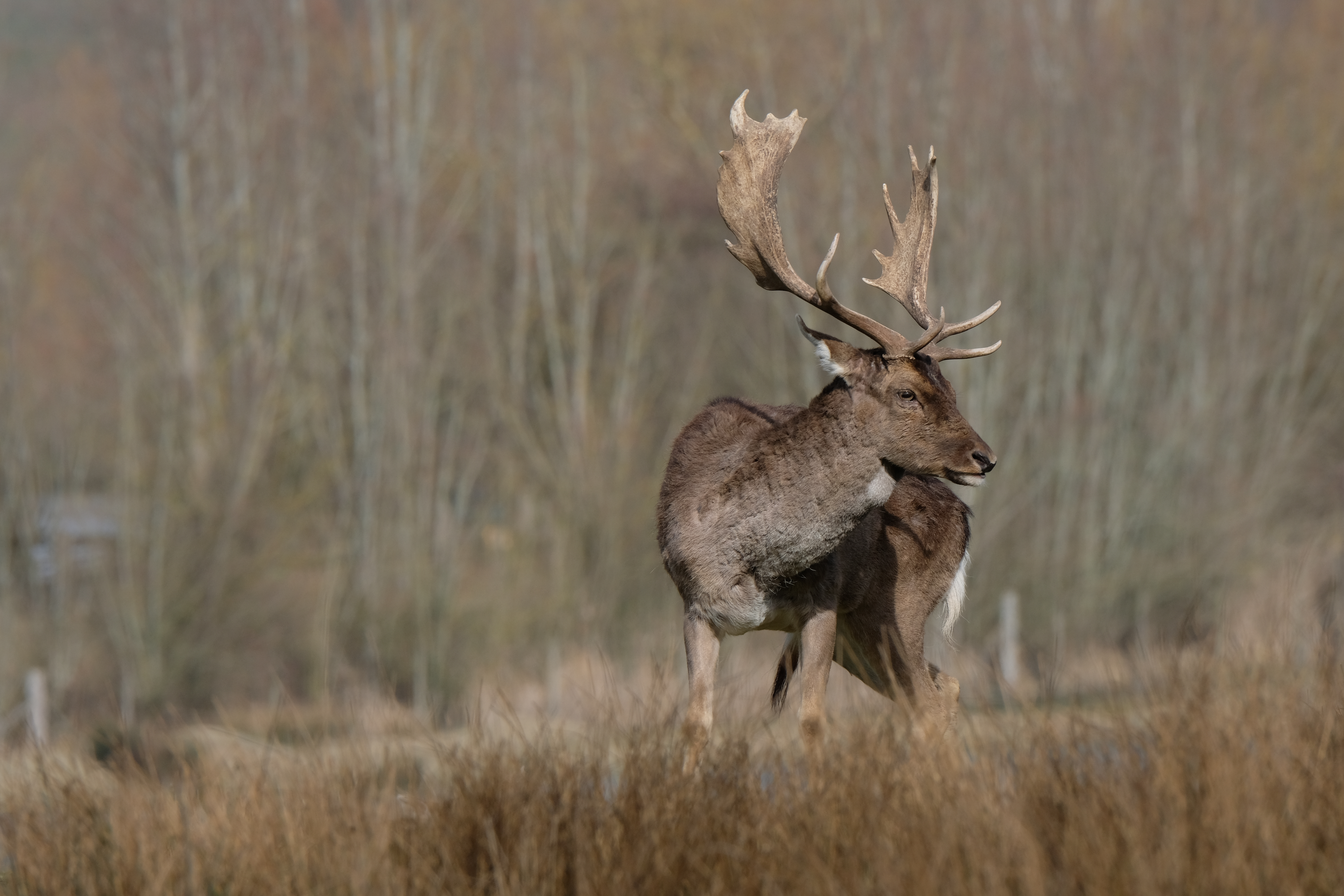
Damhirsch (Dama dama)
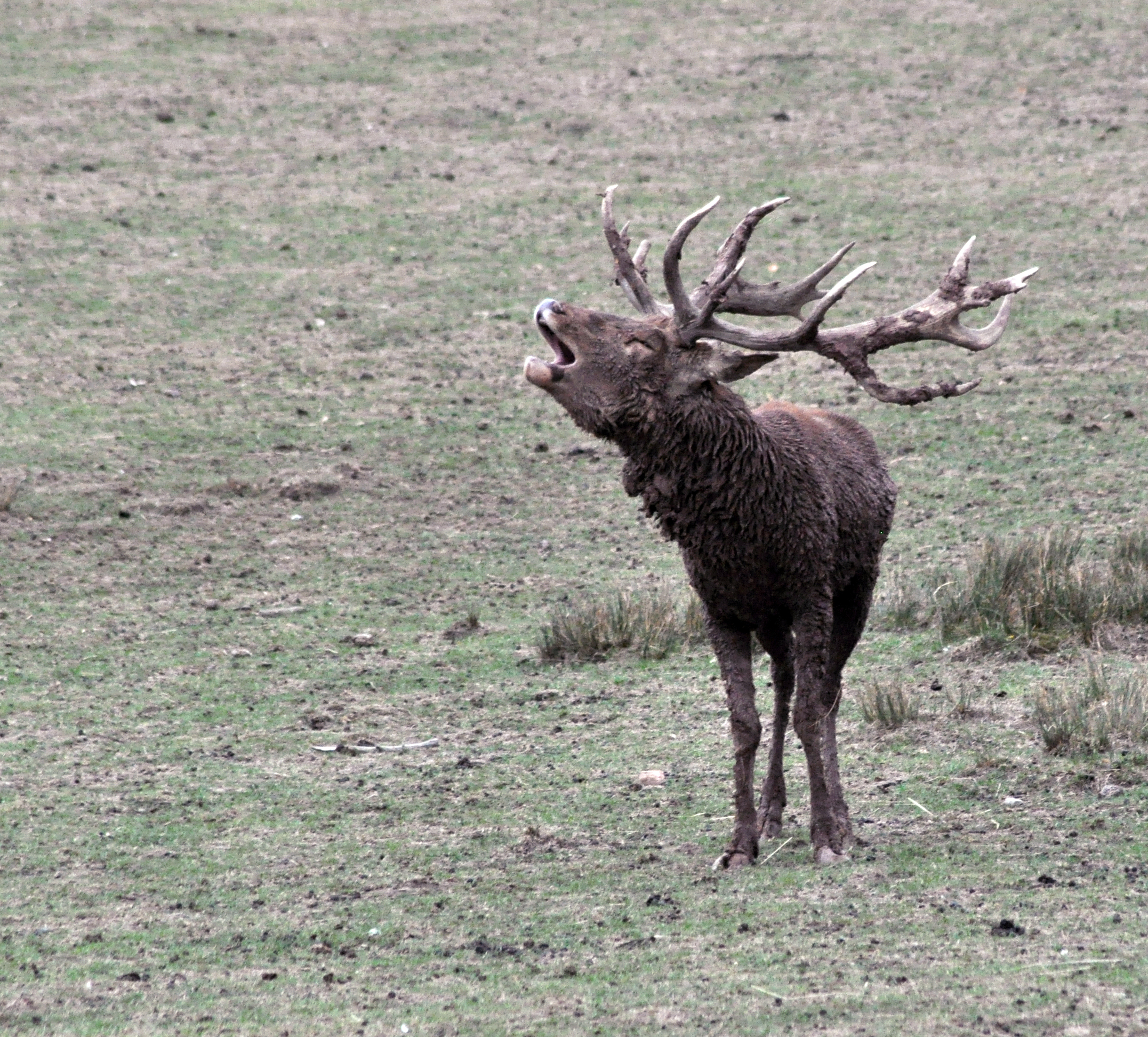
Rothirsch (Cervus elaphus)